# Annamaria Mazzetti
Pour les articles homonymes, voir Mazzetti.
Annamaria Mazzetti née le 25 août 1988 à Magenta est une triathlète italienne, multiple championne d'Italie de triathlon, elle remporte quatre fois le championnat national (2009, 2011, 2014 et 2015).

## Biographie
Annamaria Mazzetti remporte en 2007 toutes les spécialités dans les catégories juniors, aquathlon, duathlon et triathlon des championnats nationaux italiens.  En 2010, elle remporte la médaille de bronze aux championnats d'Europe de triathlon dans la catégorie espoir (U23) à Holten, et remporte une deuxième place sur une étape de la  coupe du monde. En 2011, elle remporte la médaille de bronze aux championnats d’Europe en catégorie élite.
En août 2012 elle participe aux Jeux olympiques d'été de 2012 à Londres et termine la compétition à la 46e place avec un temps de 2 h 9 min 8 s. En janvier 2013, elle déménage en Australie pour s'entraîner avec Darren Smith ainsi qu'avec d'autres triathlètes internationaux. Elle prend cette année la quatrième place du championnat d'Europe et remporte une médaille de bronze dans l'épreuve relais mixte avec Alice Betto, Alessandro Fabian et Davide Uccellari. Elle gagne une nouvelle étape de coupe du monde à Palamos. 
En mai 2014, elle rentre en Italie, et poursuit son entrainement avec Manuel Canuto et Alessandro Lambruschini, médaillé olympique à Atlanta. Aux championnats d'Europe en juin, elle prend la troisième place et gagne la médaille d'or dans le relais mixte avec Alessandro Fabian, Charlotte Bonin et Mattias Stainwander. En 2015, elle améliore cette performance et monte sur la deuxième marche du podium  européen individuel.

## Palmarès
Le tableau présente les résultats les plus significatifs (podium) obtenus sur le circuit national et international de triathlon depuis 2009,.
| Année | Compétition                                        | Pays     | Position           | Temps           |
| ----- | -------------------------------------------------- | -------- | ------------------ | --------------- |
| 2018  | Coupe du monde - l'étape de Weihai                 | Chine    | Médaille d'argent  | 2 h 8 min 13 s  |
| 2015  | Championnat d'Italie                               | Italie   | Médaille d'or      | 2 h 11 min 46 s |
| 2015  | Championnats d'Europe de triathlon                 | Suisse   | Médaille d'argent  | 2 h 8 min 14 s  |
| 2014  | Championnat d'Italie                               | Italie   | Médaille d'or      | 1 h 58 min 15 s |
| 2014  | Championnats d'Europe de triathlon                 | Autriche | Médaille de bronze | 2 h 10 min 58 s |
| 2014  | Championnats d'Europe de triathlon en relais mixte | Autriche | Médaille d'or      | 1 h 38 min 20 s |
| 2013  | Coupe du monde - l'étape de Palamós                | Espagne  | Médaille d'argent  | 2 h 2 min 6 s   |
| 2011  | Championnat d'Italie                               | Italie   | Médaille d'or      | Timing          |
| 2011  | Championnats d'Europe de triathlon                 | Espagne  | Médaille de bronze | 2 h 5 min 28 s  |
| 2011  | Coupe du monde - l'étape de Tiszaújváros           | Hongrie  | Médaille d'argent  | 2 h 0 min 2 s   |
| 2011  | Coupe du monde - l'étape de Huatulco               | Mexique  | Médaille d'argent  | 2 h 13 min 39 s |
| 2010  | Coupe du monde - l'étape de Holten                 | Pays-Bas | Médaille d'argent  | 2 h 2 min 4 s   |
| 2009  | Championnat d'Italie                               | Italie   | Médaille d'or      | Timing          |